# ITV Wales & West
ITV Wales & West (inglés: ITV Gales y Oeste), anteriormente Harlech Television (HTV), era la franquicia de la cadena de televisión ITV, para Gales y, debido a motivos geográficos, el Oeste de Inglaterra, que es un término semioficial para referirse a una subparte del Sudoeste de Inglaterra que consiste en los territorios cercanos y vinculados económicamente, geográficamente, culturalmente etc. a la ciudad de Bristol; refiriéndose a Avon (de la que históricamente Bristol formaba parte), Somerset y Wiltshire.
En enero de 2014, la franquicia de doble región se dividió en dos, con ITV Cymru Wales para Gales e ITV West Country, fusionando ITV West y ITV Westcountry, para el oeste de Inglaterra. Ambas licencias siguen en manos de ITV Broadcasting Ltd y los nombres legales de las antiguas empresas de HTV aún no se han vuelto a cambiar.

## Historia
HTV había ganado la licencia para emitir para Gales y el Oeste de Inglaterra en 1967, en detrimento de la emisora ya establecida, TWW (Television Wales and the West) (Televisión Gales y el Oeste). TWW, y su director, Lord Derby, rechazaron furiosamente la decisión tomada por la ITA (Independent Television Authority, Autoridad de Televisión Independiente), a lo cual como respuesta la ITA ofreció a TWW comprar una parte del accionado del Consorcio Harlech, oferta a la cual también rechazaron. HTV había ganado la franquicia debido al grupo de interesados que incorporada el concorcio del lord Harlech, así como su promesa de emitir programación de una muy alta calidad (similar a lo que proponía LWT en Londres). Además, HTV prometía estar basada en su área de emisión, con oficinas centrales en Cardiff y Bristol; mientras que TWW tenía las oficinas centrales en Londres, justificando esto como su acción debido a la peculiar área para la que emitía para evitar mostrar una preferencia para Gales o Inglaterra que distanciaría cualquiera de las dos regiones, aunque convenientemente olvidando que Londres no sólo era la capital del Reino Unido sino también la capital de Inglaterra. No obstante, TWW tuvo bastante éxito en mostrar un balance perfecto de intereses para sus telespectadores de ambas naciones.
TWW consiguió desestabilizar el proceso del cambio de franquicias vendiendo tanto todas sus instalaciones en Cardiff y Bristol y su archivo cinematográfico como sus últimos cuatro meses de tiempo en el aire a HTV. Cuando TWW cerró por voluntad propia como protesta por su pérdida de licencia el 3 de marzo de 1968, HTV no estaba lista para empezar a emitir, por lo cual la ITA montó un servicio temporal, Independent Television Service for Wales and the West (Servicio de Televisión Independiente para Gales y el Oeste), hasta que HTV, usando su nombre completo de Harlech Television, en honor a su fundador, Lord Harlech (William David Ormsby-Gore, el quinto barón de Harlech), pudo empezar a emitir el 20 de mayo de 1968.
El inicio de HTV fue un tanto decepcionante, alienando a muchos de sus telespectadores con algunos de sus programas nuevos, su política de continuidad (imagen corporativa) con una cortinilla pseudo-psicodélica (usando la leyenda "Harlech"), así como su dificultad inicial de cumlir sus promesas de programación al pie de la letra. A todo esto hubo que añadirse el hecho de que usaba un nombre de origan claramente galés, causando confusión a sus telespectadores en la parte de su región de emisión que caía en Inglaterra, y así, cayendo en la trampa que TWW había logrado evitar. (Harlech es de hecho el nombre de una ciudad costera en el Norte de Gales.)
Ante este problema, la empresa reaccionó y aprovechó la llegada de la televisión en color a su área de emisión en 1970 para "neutralizar" su nombre reduciéndolo a sus iniciales: HTV. A partir de entonces, ambas regiones de emisión se referirían respectivamente como HTV Wales (Gales) y HTV West (Oeste). A partir de entonces, en términos de programación también empezó a mejorar, logrando al final ser un sólido proveedor de programas, tanto para su región como para la red nacional de ITV; así como logrando al fin compaginar los intereses televisivos de ambas naciones que cubría tanto como su antecesor.
Logró mantener su franquicia en 1982 y 1993. Fue autopropietaria hasta 1996, cuando fue comprada por United News & Media, quien había también comprado a Meridian Television y Anglia Television. En el 2001, Granada Television compró los intereses televisivos de United, no obstante, leyes antimonopolísticas que aún existían obligaron a Granada a vender una de sus franquicias de ITV. Granada vendió la licencia y las facilidades de emisión de HTV a Carlton Television, mientras que retenía las facilidades de producción y el archivo de programas. A distinción de las demás franquicias de Carlton, que por aquel entonces todas habían pasado a llamarse "Carlton", HTV pudo conservar su nombre hasta el 2002, cuando Carlton y Granada decidieron renombrar a todas sus franquicias en Inglaterra y Gales ITV1. El cambio del nombre se hizo efectivo a partir del 28 de octubre de ese mismo año. (Al final, las leyes cambiaron para que Carlton y Granada pudieran fusionarse en el 2004.)

## Programación
HTV se especializó principalmente en series históricas y de aventuras, frecuentemente dirigidas a un público infantil-juvenil, y alcanzando un cierto éxito internacional, como Arturo de Bretaña (Arthur of the Britons) (1972-73), Los niños de las piedras (Children of the Stones) (1977), Dentro del laberinto (Inside the Labyrinth) (1981-82), Robin de Sherwood (Robin of Sherwood) (1984-86), y Retorno a la Isla del Tesoro (Return to Treasure Island) (1986), la última siendo una coproducción con Walt Disney Pictures.
También, para consumo doméstico en el Reino Unido, HTV produjo programas concurso y de aficiones. Relativo a programas en galés, HTV tuvo que emitirlos a través de su frecuencia de ITV, causando disrupción en su programación (al compaginarlo con programas de la ITV en inglés), hasta que S4C empezó a emitir en 1982, con lo cual, HTV pudo mover toda su programación en galés al nuevo canal (ya que S4C había sido fundada con la intención de dar un impulso a la televisión en galés). Los programas en galés siguieron siendo acreditadas a HTV Cymru hasta aproximadamente 2006-2007, cuando a partir de entonces son acreditadas como producciones de ITV Cymru.
Su programa insignia de noticias en Gales era Wales at Six (Gales a las seis), quien reemplazo a Report Wales en 1982. Wales at Six fue reemplazado por Wales Tonight (Gales esta noche) en 1994 y en 2005, HTV News en 1999, ITV Wales News en 2004. Actualmente Wales at Six se emite en ITV Cymru Wales como ITV News Cymru Wales.
Mientras que en ITV West, su programa insignia de noticias era HTV News. 
ITV West ha fusionado sus servicios informativos con los de ITV Westcountry (la antigua Westcountry Television) en The West Country Tonight (El "West Country" Esta Noche), así integrado las noticias de todo el Sudoeste de Inglaterra (el "West Country").

## Recepción
ITV Wales & West se recibe en sus región de emisión en analógico y digital, tanto terrestre como por satélite (en abierto) y cable. Su señal cubre la totalidad del País de Gales y el Oeste de Inglaterra, por motivos geográficos, ya que se demostró que cualquier señal radiofónico que venía desde Cardiff tendría una recepción perfecta en Bristol y sus territorios de influencia. También el señal analógico de ITV Wales & West podía llegar a otras partes del Sudoeste de Inglaterra e incluso hasta a algunas partes de Irlanda, principalmente al Sudeste de esa isla (por Cork y sus áreas de influencia).

## Programas de HTV
- Arturo de Bretaña
- Dentro del laberinto
- Los cinco (versión de los años 90)
- Los niños de las piedras
- Robin de Sherwood
- Retorno a la Isla del Tesoro
- Wycliffe